# 京田辺市立薪小学校
京田辺市立薪小学校（きょうたなべしりつ たきぎしょうがっこう）は、京都府京田辺市大字薪小字堀切谷にある公立小学校。

## 概要
京田辺市西部を校区とする小学校である。田辺小学校の児童数増加に伴い、田辺小学校の児童数を適正に保つため、通学距離の長い薪地区を分離することになり、薪小学校が開校した。一帯は農村と新興住宅地が入り混じった地区となっている。一休寺が有名である。

## 沿革
- 1979年（昭和54年）8月 - 着工
- 1980年（昭和55年）4月 - 田辺町立薪小学校開校（児童数484人・学級数13クラス）
- 1982年（昭和57年）4月 - 「全日本よい歯学校表彰」受賞
- 1984年（昭和59年）4月 - 桃園小学校開校に伴い校区を一部変更
- 1997年（平成9年）4月 - 市制施行により京田辺市立薪小学校に改称

## 校区
- 薪地区（一部を除く）
- 甘南備台
- 田辺地区の一部
- 一休が丘地区

## 卒業後の進路
- 京田辺市立田辺中学校
- 京田辺市立大住中学校(薪地区の一部)

## 交通
- JR学研都市線京田辺駅または大住駅下車
- 近鉄京都線新田辺駅下車

## 周辺施設
- 一休寺

## 周辺道路
- 京奈和自動車道

## 校区が隣接している学校
- 京田辺市立桃園小学校
- 京田辺市立大住小学校
- 城陽市立今池小学校
- 京田辺市立田辺小学校
- 京田辺市立普賢寺小学校
- （大阪府）枚方市立氷室小学校